# Pirros
|  | Per a altres significats, vegeu «Pirros (desambiguació)». |

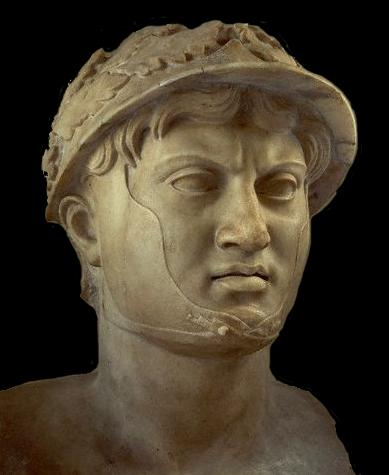
Bust de Pirros

Pirros (Pyrrhus, Πύῤῥος, ΠΥΡΡΟΣ) (318 aC-272 aC) fou rei de l'Epir. Va néixer a l'entorn del 318 aC i fou fill del rei Aecides i de Ftia, filla de Menó de Farsàlia, cap destacat de la guerra de Làmia entre Macedònia i Grècia després de la mort d'Alexandre el Gran.
Militar d'èxit a Èpir i Macedònia, va topar amb la força de l'exèrcit romà quan es va desplaçar al sud de la península Itàlica per defensar la independència de les colònies gregues allà establertes. La mateixa sort va tenir intentant alliberar els grecs de Sicília del domini cartaginès. Finalment va morir per la teula llançada per una dona a Argos, combatent per un aliat.

## Primers anys
El seu pare Aecides havia pujat al tron el 326 aC com a rei dels molossos, després que el seu cosí Alexandre, conegut per Alexandre Molós, hagués mort a la península Itàlica. Aquest Alexandre era el germà d'Olimpíada de l'Epir, la mare d'Alexandre. Aecides va ajudar Olímpies en les lluites internes, especialment contra Cassandre de Macedònia, i aquest en resposta el va privar del tron epirota (317 aC). Aecides va poder fugir però molts dels seus companys foren executats, i Pirros que només tenia dos anys, fou salvat per servidors fidels que es van escapar amb l'infant a la cort de Glàucies el rei dels taulantis d'Il·líria, qui el va protegir. Un temps després Aecides va morir (313 aC) i Pirros va créixer com a fill de Glàucies.

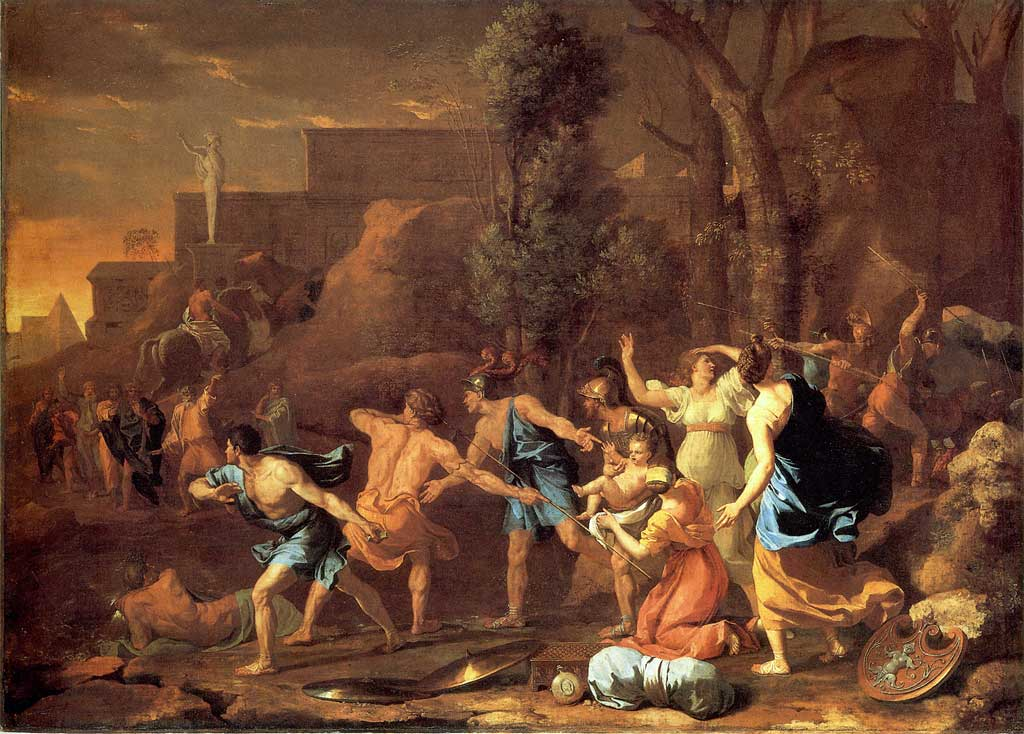
El jove Pirros salvat, Nicolas Poussin (1634), Museu del Louvre.

Deu anys després de la fugida (307 aC), quan Demetri Poliorcetes va acabar amb el poder de Cassandre, Glàucies va aconseguir restaurar Pirros al tron, però el poder va ser encarregat a regents, ja que el jove només tenia 12 anys. El 302 aC Demetri va haver de tornar a Àsia en suport del seu pare Antígon el Borni, mentre Cassandre recuperava l'hegemonia i donava suport a una revolució que va restablir el seu antic protegit Neoptòlem II. Pirros, amb 17 anys, es va unir a Demetri Poliorcetes, que s'havia casat amb la seva germana Didàmia, i fou present a la batalla d'Ipsos (301 aC), en la qual Antígon va morir i Demetri va esdevenir gairebé un fugitiu; Pirros va restar al seu costat però una mica després va demanar asil a Egipte, regne amb el qual Demetri acabava de signar la pau.

## Matrimoni i retorn a l'Epir
A Egipte, Pirros es va guanyar el favor de Berenice I, l'esposa de Ptolemeu I Sòter i es va casar amb la princesa Antígona, filla de Berenice amb el seu primer marit. El 297 aC Ptolemeu li va donar un petit exèrcit i una flota, amb la qual va anar a Epir i va aixecar la revolta general contra Neoptòlem II que havia esdevingut impopular. Un compromís va establir un repartiment de poder (probablement el 296 aC) però l'acord fou de curta durada; Neoptòlem va planejar eliminar Pirros en un festival on hi havia reunida tota la noblesa i els dos reis; però la conspiració fou descoberta i Pirros va matar el seu rival en el mateix banquet (296 o 295 aC).

## Aliança amb Alexandre de Macedònia
Amb uns 23 anys Pirros era un rei molt popular; era estimat per les seves tropes, i per la seva amabilitat i coratge tenia el suport del poble. Aviat es va guanyar la fama de ser un bon administrador fent prosperar el país. Aspirava a dominar Macedònia per controlar Grècia i l'ocasió es va presentar quan els dos reis, Antípater i Alexandre V de Macedònia, que havien estat proclamats reis sota tutela de la seva mare Tessalònica i s'havien repartit el país (l'occident a Alexandre i l'orient a Antípater), van trencar, justament el 295 aC; Antípater va arribar a la majoria d'edat i va reclamar tot el regne a la seva mare, que li va negar. Antípater la va fer matar i llavors va atacar els dominis occidentals d'Alexandre. Aquest va cridar en el seu ajut Pirros de l'Epir i Demetri Poliorcetes; al primer li va cedir la terra costanera de Macedònia incloent els districtes de Timfea (Tymphaea) i Parauaea, i les províncies d'Ambràcia, Acarnània i Amfilòquia. Pirros va envair el país i va forçar Antípater a retirar-se i negociar un acord de pau que havia d'incloure les cessions a Pirros. Antípater va demanar ajut al seu sogre Lisímac de Tràcia, ajut que no va arribar perquè el sogre estava ocupat combatent els bàrbars al Danubi, i finalment la pau es va imposar. Demetri Poliorcetes, ocupat a Atenes, va arribar (294 aC) quant ja Pirros s'havia retirat de Macedònia i s'havia produït l'acord entre els germans. A les cessions de territoris, Pirros va afegir un tractat d'aliança amb Etòlia que li donava el control de tota la Grècia occidental.

## Enemistat amb Demetri de Macedònia
Demetri Poliorcetes, que volia utilitzar la crida del rei macedoni en benefici propi, es va veure decebut. Alexandre va rebre Demetri amb cordialitat forçada però li va dir que ja no necessitava els seus serveis. Això va molestar Demetri però ho va dissimular. Alexandre va planejar eliminar Demetri en un banquet, però no va reeixir per les precaucions de Poliorcetes. L'endemà Demetri va sortir del país i Alexandre va decidir esperar-lo a Tessàlia. A Larisa, mentre Alexandre dinava, es va descuidar i es va quedar sense guàrdies i uns soldats enviats per Demetri el van assassinar junt amb alguns amics (un d'ells havia comunicat al rei que Demetri era només a un dia de camí). Els soldats van proclamar Demetri rei de Macedònia i el poble li va fer costat. Es creu que Antípater va haver de fugir cap a Tràcia davant de Demetri i que Lisímac, per congraciar-se amb el nou sobirà, el va fer matar i va reconèixer a Demetri gran part del regne del difunt (vers 294 aC), tot quedant-se amb algun districte. Aquesta nova situació, complicada amb la mort de Didàmia (germana de Pirros i esposa de Demetri) va enemistar Pirros i Demetri, fins llavors amics.
El 291 aC la guerra va esclatar entre els dos reis. En aquest any Tebes es va revoltar contra Poliorcetes, potser per les promeses de Pirros, i el rei macedoni va anar a castigar la revolta; Pirros va fer un atac de diversió sobre Tessàlia però es va haver de retirar a l'Epir davant les forces superiors de l'enemic. El 290 aC Tebes es va rendir i Demetri va poder prendre venjança de Pirros i dels seus aliats etolis; va envair Etòlia a la primavera del 289 aC, va assolar i sotmetre el país i després de deixar Pantauc com a governador, va entrar a l'Epir; Pirros li va sortir a l'encontre però els dos exèrcits van agafar rutes lleugerament diferents i així mentre Demetri avançava sense oposició, Pirros entrava a Etòlia; Pantauc li va presentar batalla, però Pirros el va derrotar completament i Pantauc es va salvar només per l'ajut al darrer moment d'alguns amics; els macedonis es van desbandar; mentre Demetri, sense oposició, travessava l'Epir i arribava a Còrcira.

## Noves aliances matrimonials
Pirros havia quedat vidu d'Antígona i segons el costum del seu temps es va casar amb tres dones: una princesa peònia, una princesa il·líria i Lanassa, la filla d'Agàtocles de Siracusa; per aquest enllaç va obtenir Còrcira com a dot. Aviat Lanassa es va sentir enutjada per l'atenció del seu marit a les seves altres dones i es va retirar a Còrcira, probablement vers el moment en què van començar les hostilitats el 289 aC. Lanassa va cridar Demetri, que no va trobar oposició a l'Epir, li va entregar Còrcira i va oferir-li la seva mà. Llavors Pirros va retornar a Epir i Demetri es va retirar cap a Macedònia.

## Coalició Síria-Egipte-Tràcia contra Macedònia
Al començament del 288 aC, estant malalt Demetri, Pirros va envair Macedònia i va arribar a Edessa sense oposició; però quan Demetri es va poder posar al front dels seus soldats, els epirotes foren rebutjats. Demetri volia combatre a Àsia i va signar un tractat de pau amb Pirros. En aquells moments es va formar una nova coalició contra Demetri, amb Seleuc I Nicàtor, Ptolemeu I Sòter i Lisímac de Tràcia, que van decidir atacar a Europa abans que Demetri passés a l'Àsia; els aliats no van tardar a convèncer Pirros de trencar l'acord de pau i unir-se a la coalició, i el mateix 288 aC o a la primavera del 287 aC Lisímac va envair Macedònia pel nord-est i Pirros ho va fer pel sud-oest. Demetri va avançar contra Lisímac però es van produir nombroses defeccions a les seves tropes, que no volien combatre contra un general d'Alexandre; llavors va recular per anar a trobar-se amb Pirros que havia avançar fins a Berea, però Pirros era també un rival formidable, i molts macedonis recordaven com de bé havia tractat els presoners fets a Etòlia; els habitants de Berea també estaven encantats del tracte rebut i en general Pirros era molt estimat i quan Demetri el va voler atacar les seves tropes van desertar i es van posar al servei de Pirros. Demetri va haver de fugir disfressat i Pirros fou proclamat rei de Macedònia, una bona part de la qual havia caigut en mans de Lisímac.
El domini de Pirros fou efímer; els macedonis volien viure junts i Lisímac era una bona garantia. Vers el 285 aC la noblesa macedònia va reconèixer a Lisímac com a únic rei i Pirros va haver de tornar a l'Epir. Dexip i Porfiri diuen que Pirros va regnar set mesos (cosa que situaria l'ascens de Lisímac al poder en solitari el mateix 287 aC, però altres autors diuen que Pirros no va abandonar Macedònia fins després de la derrota de Demetri a Síria, que va ser a meitat del 286 aC, el que indicaria que Pirros fou rei de la meitat de Macedònia uns dos anys.

## Guerra contra Roma

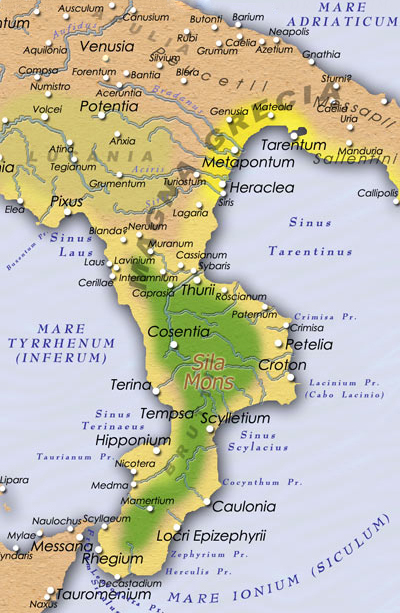
La Magna Grècia el 280 aC

### Primera victòria
Durant un temps Pirros va regnar tranquil·lament a l'Epir, però era un home massa actiu per romandre sense fer res. L'estiu del 281 aC fou cridat per Tàrent contra la qual els romans havien declarat la guerra; Tàrent, en nom propi i en el de tots els grecs d'Itàlia, va demanar al rei Pirros d'anar a la Magna Grècia a defensar el país contra els romans; li va prometre 350.000 homes i 20.000 cavallers si acceptava ser el seu general. Pirros va acceptar, va fer els preparatius en pocs mesos i al començament del 280 aC va sortir cap a Itàlia; el rei selèucida Antíoc I Sòter li va donar diners i Ptolemeu Ceraune de Tràcia i Macedònia li va cedir algunes tropes. Pirros va deixar a càrrec del govern al seu fill Ptolemeu (nascut de la seva primera muller Antígona) que només tenia 15 anys, i va sortir a la guerra. Tenia 38 anys. Inicialment va enviar al seu general Miló de l'Epir amb 3.000 homes i ell mateix portava 20.000 soldats, 3.000 cavallers, 2.000 arquers, 500 foners i uns 50 elefants, animals que es veurien a Itàlia per primera vegada.
Una tempesta va dispersar la seva flota i va arribar a Tàrent amb el seu exèrcit molt reduït, però progressivament els vaixells van anar arribant a port i les pèrdues finals foren menys importants; a Tàrent es va trobar que la població, acostumada al luxe, no es volia allistar; les queixes contra l'exèrcit epirota es van multiplicar; Pirros va haver de tractar la ciutat com ocupada en lloc de com aliada i va haver d'obligar tots els joves a allistar-se. Llavors es van presentar els romans dirigits per Marc Valeri Leví i com que Pirros no tenia la gent preparada va mirar de guanyar temps esperant l'arribada dels contingents d'altres ciutats i acabar els preparatius; Leví el va comminar a tornar a l'Epir; Pirros va decidir combatre només amb la seva gent i va agafar posicions entre Pandòsia i Heraclea a la part nord del riu Siris, al sud del qual acampaven els romans; després d'hores de lluita els elefants de Pirros van decidir la victòria en la batalla que va seguir, i la cavalleria tessàlia va fer la resta; els romans van fugir a una ciutat, probablement Venúsia, després de patir considerables baixes, però també Pirros va perdre molts homes i els seus millors oficials. Es diu que va dir: «una altra victòria com aquesta i he de tornar sol a l'Epir». Va ser generós i va fer enterrar els cossos dels romans morts igual que els de les seves tropes, i va tractar correctament els presoners.

### Segona victòria i treva
La victòria va tenir importants efectes: els aliats grecs que dubtaven en unir-se a Pirros, ara ho van fer ràpidament; fins i tot molts pobles sotmesos als romans es van aliar a Pirros. Aquest va enviar el seu ministre Cinees a Roma amb propostes de pau, mentre reunia les seves tropes i les dels aliats i avançava cap a la Itàlia central; el rei exigia el reconeixement de la independència dels grecs d'Itàlia, i la restitució dels territoris perduts pels samnites, lucans, brucis i els pobles de la Pulla. A canvi retornaria els presoners romans sense rescat; l'eloqüència del ministre Cinees estava a punt d'aconseguir l'acceptació d'aquestes condicions pel senat romà quan l'apel·lació patriòtica d'Appi Claudi Cec va induir el senat a refusar l'oferiment. Cinees va deixar Roma el mateix dia.
Pirros, no podent esperar negociar, va decidir reprendre la guerra i va avançar ràpidament cap a Roma, saquejant el territori per on passava. Al seu darrere anava Levi, les forces del qual havien estat reforçades amb dues legions, que no obstant no podia atacar a Pirros perquè estava en evident inferioritat, i es limitava a fustigar-lo retardant el seu avanç. Pirros va arribar a Praeneste, a només uns 40 km de Roma, la va ocupar i encara va avançar uns 10 km més. En aquest moment es va assabentar que la guerra dels romans i els etruscs havia acabat amb un tractat i que l'exèrcit romà que lluitava a Etrúria, dirigit pel cònsol Coruncani, estava tornant; Pirros va decidir retirar-se cap a la Campània, per passar des d'allà als seus quarters d'hivern a Tàrent i ja no es va lliurar cap combat aquell any.
A Tàrent va arribar una ambaixada romana demanant recuperar els presoners a canvi de rescat o intercanviar-los pels presoners epirotes i tarentins. Pirros es va entrevistar amb l'ambaixador Gai Fabrici Luscí i encara que va refusar les peticions romanes, va fer un gest excepcional: va donar llicència als presoners per anar a Roma a estar presents a les festes de la Saturnàlia sota paraula d'honor de què tornarien. Efectivament tots van tornar (i a més els romans van decretar pena de mort pel que no tornés).
De la campanya del 279 aC es coneix poca cosa. Els cònsols eren Publi Deci Mus III i Publi Sulpici Saverrió II; les operacions es van fer a la Pulla, i una gran batalla es va lliurar prop d'Asculum prop d'un riu, i altre cop la perícia de Pirros va aconseguir la victòria; els romans van perdre sis mil homes i Pirros uns tres mil. Altre cop al final Pirros es va haver de retirar als seus quartes d'hivern; aquell any els gals assolaven Grècia i Pirros tenia poques possibilitats de rebre ajut dels estats grecs i del mateix Epir.
Era improbable que les tropes de la Magna Grècia poguessin resistir un any més els combats amb els romans i Pirros va decidir acceptar la crida feta pels sicilians contra els cartaginesos; calia arribar a un acord amb els romans i un principi d'acord es va trobar al començament del 278 aC quan un metge de Pirros va desertar al camp romà i va oferir matar el rei; els cònsols romans Fabrici i Emili va retornar el traïdor al rei explicant que no volien una victòria guanyada per la traïció. Pirros va mostrar el seu agraïment i va tornar a enviar a Cinees a Roma amb tots els presoners romans, alliberats sense condicions; en aquestes condicions es va acordar una treva indefinida encara que no la pau, ja que Pirros no va acceptar l'evacuació definitiva d'Itàlia.

## La campanya de Sicília

Ciutats gregues (punts en roig) i establiments cartaginesos (punts en lila) a Sicília.

### Primera derrota
Immediatament Pirros va marxar cap a Sicília deixant a Tàrent una part de l'exèrcit sota el comandament de Miló i el seu fill Alexandre amb una guarnició a Locres Epizefiris; els tarentins demanaven que retirés les seves tropes si no les havia de dirigir, però Pirros no els va fer cas, ja que esperava tornar a Itàlia després de dominar Sicília.
Va romandre a Sicília de la meitat del 278 aC al final del 276 aC. Inicialment va expulsar els cartaginesos als qui va conquerir la ciutat fortificada d'Erix; els cartaginesos li van demanar una aliança i li van oferir vaixells i diners, però Pirros va rebutjar l'oferta, que li hauria donat molts avantatges en la guerra contra Roma, i va exigir l'evacuació completa de l'illa; una mica després va atacar Lilibèon però fou rebutjat i, en deixar de ser invicte, va començar a perdre suport; van començar els complots i les repressions. El 276 aC els grecs italians el van tornar a cridar i Pirros va abandonar l'illa. Va retornar a Itàlia a la tardor del 276 aC; en el camí fou atacat per una flota cartaginesa i va perdre 70 vaixells; quan va desembarcar es va haver d'enfrontar amb els mamertins que s'havien desplaçat des de Sicília, però va poder derrotar-los i arribar finalment a Tàrent.

### La venjança de Prosèrpina
Les seves tropes tornaven a ser les mateixes en nombre que quan va arribar la primera vegada a Itàlia però de menys qualitat; els epirotes, els més braus i lleials, havien mort en la seva major part, i ara l'exèrcit era en gran part de mercenaris d'arreu d'Itàlia, de fidelitat dubtosa en cas de derrota; la seva primera tasca fou recuperar Locres que s'havia revoltat i s'havia sotmès a Roma; com que anava mancat de diners i els aliats no volien o no podien donar res, va seguir el consell de saquejar els tresors del temple de Prosèrpina a Locres; els vaixells amb els tresors foren enviats a Tàrent però una tormenta els va retornar a Locres i això va afectar Pirros, que va ordenar retornar els tresors al temple i va fer matar el qui li havia donat el consell del saqueig sacríleg; des d'aquell moment va restar convençut que la venjança de Prosèrpina el perseguiria.

## Derrotes contra els romans
El 274 aC els cònsols romans eren Curi Dentat i Servi Merenda; el primer va anar al Samni el segon a Lucània. Pirros va marxar contra Dentat que era prop de Benevent i va decidir atacar abans que es pogués reunir amb el seu col·lega; com que el romà no presentava batalla, va planejar atacar el campament a la nit, però per un mal càlcul de les distàncies i per un error en el camí, no va arribar al campament fins que començava l'albada; tot i així els romans foren sorpresos, però els epirotes, cansats, foren rebutjats, dos elefants van morir i altres vuit foren capturats; llavors Dentat es va atrevir a presentar batalla a la plana i Pirros fou derrotat; va tornar a Tàrent amb només un grup d'homes; en aquestes condicions no podia seguir la guerra i immediatament va enviar peticions d'ajut a Macedònia i Síria, però no va obtenir resposta i no va tenir més remei que deixar Itàlia. A finals d'any va tornar a Epir deixant Miló de guarnició a Tàrent com si esperés encara tornar a Itàlia, però de fet abandonant els grecs italians a la seva sort.

## Invasió de Macedònia
Va tornar amb només vuit mil soldats i 500 cavallers i sense diners per pagar als soldats si no lliurava noves guerres. Així el 273 aC va envair Macedònia on regnava Antígon II Gònates, fill de Demetri Poliorcetes; Pirros s'havia reforçat amb un cos de mercenaris gals dels quals l'única missió era el saqueig. Va tenir més èxit de l'esperat ja que moltes ciutats se li van sotmetre; quan Antígon va avançar per fer-li front els seus soldats el van desertar i van proclamar rei a Pirros.

## Derrota a Esparta
Pirros immediatament va buscar un nou enemic; Cleònim havia estat exclòs del tron espartà i ara havia rebut un nou insult: Acrotat, el fill del rei espartà Àreu II, havia seduït Quelidonis, la filla de Cleònim, i aquest va demanar a Pirros la revenja conquerint Esparta. Pirros va acceptar i el 272 aC va marxar cap a Esparta amb 24.500 homes, 2.000 cavallers i 24 elefants; el rei Àreu era absent a Creta i no s'esperava resistència. Cleònim va urgir al rei a atacar la mateixa Esparta, però el dia estava al final i es va decidir d'atacar l'endemà; però aquella nit els espartans, treballant tots a una, van establir unes formidables defenses i van formar una barricada molt forta; quan Pirros va atacar l'endemà fou rebutjat pels espartans liderats pel jove Acrotat; l'endemà es va reproduir l'atac amb el mateix resultat i llavors va arribar Àreu amb dos mil cretencs i altres forces auxiliars, i Pirros va haver d'abandonar la rodalia de la ciutat.

## Mort a Argos

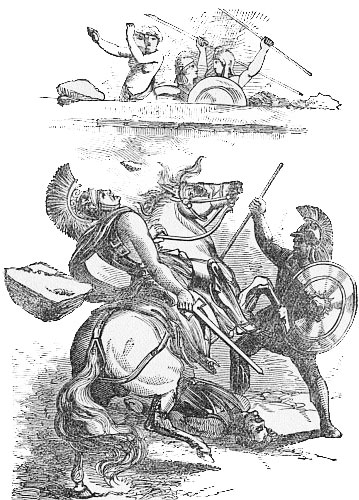
La Mort de Pirros, il·lustració de Jacob Abbott, 1901.

Va decidir passar l'hivern al Peloponès per reprendre l'atac a la primavera següent; mentrestant va ser convidat d'Aristees, un dels caps d'Argos, per ajudar-lo a enderrocar el seu rival Aristip, que tenia el suport d'Antígon II Gònates. Pirros va acceptar i encara que pel camí va patir fustigament per les forces d'Àreu, va arribar a Argos, però en un dels combats va morir el seu fill i hereu Ptolemeu de l'Epir. El rei va venjar la seva mort matant de pròpia mà el cap del destacament espartà que l'havia matat. En arribar a Argos va trobar Antígon acampat prop de la ciutat i no va voler arriscar una batalla. Un grup d'Argos, que no afavoria cap dels dos reis, va enviar ambaixador tant a Pirros com a Antígon demanant la retirada. Antígon va acceptar però Pirros va refusar; a la nit Aristees va deixar entrar secretament els soldats del rei epirota dins la ciutat; els epirotes van arribar a la plaça del mercat amb Pirros; però es va donar l'alarma i la ciutadella va quedar en mans de la facció oposada a Aristees. Àreu i les seves forces, que seguien a les de Pirros, foren admesos també dins la ciutat i Antígon també hi va enviar les seves forces; a l'albada Pirros va veure que les millors posicions estaven en mans de l'enemic i calia retirar-se; així ho va ordenar i va enviar ordres al seu fill Helenos de fer un forat a les muralles per sortir més fàcilment; però l'ordre no fou ben transmesa o ben interpretada i Helenos va fer un forat i va introduir tropes pel mateix lloc on el seu pare esperava sortir; en la confusió que això va produir un elefant va quedar atrapat i un altre va embogir; Pirros, que estava una mica lluny dirigint els moviments, fou lleument ferit en aquell moment per un argiu i el rei va voler matar l'atacant; però la mare d'aquest, veient el perill pel seu fill, li va tirar des del pis on es trobava una pedra, que va encertar Pirros al clatell i el va fer caure del cavall deixant-lo a terra sense coneixement; alguns soldats d'Antígon el van reconèixer quan era a terra i el van matar.
El seu cap fou tallat i lliurat a Halcioneu, que va portar el sagnant trofeu al seu pare Antígon II, qui el va renyar i va ordenar enterrar dignament Pirros; els argius van col·locar les seves restes al temple de Demèter. Quan va morir tenia 46 anys.
Pirros va escriure un llibre sobre l'art de la guerra en la qual fou considerat pels antics com un dels més grans generals.

## Matrimonis i descendència
Es va casar quatre vegades:
- 1)	Antígona filla de Berenice I
- 2)	Filla d'Audoleó reis dels peonis, de nom desconegut
- 3)	Bircena, filla de Bardil·lis II d'Il·líria
- 4)	Lanassa, filla d'Agàtocles de Siracusa

Va tenir sis fills:
- 1)	Ptolemeu, l'hereu, nascut d'Antígona el 295 aC i mort en combat el 272 aC
- 2)	Alexandre, nascut de Lanassa, que el va succeir
- 3)	Helenos
- 4)	Nereis, casada amb Geló II de Siracusa
- 5)	Olímpies, casada amb el seu germanastre Alexandre II
- 6)	Didàmia o Laodàmia.